# 2043

2043 рік — невисокосний рік за григоріанським календарем, що починається в четвер.

## Прогнозуючі події
- 9 квітня — повне сонячне затемнення, яке можна буде спостерігати на території Росії (Камчатський край, Магаданська область, Чукотський автономний округ, Якутія).[1]
- За даними Бюро перепису населення США, населення Землі стане більш як 9 мільярдів чоловік.[2]
- На думку експертів банку Goldman Sachs Group (США), ВВП Індії може перевищити ВВП США.[3]